# HK Králův Dvůr
HK Králův Dvůr (celým názvem: Hokejový klub Králův Dvůr) byl český klub ledního hokeje, který sídlí ve městě Králův Dvůr ve Středočeském kraji. Založen byl v roce 2001. V roce 2006 došlo k fúzi s TJ Felbabka. Od sezóny 2015/16 až do sezóny 2023/24 působil ve Středočeské krajské lize, čtvrté české nejvyšší soutěži ledního hokeje. V polovině července 2024 vznikl v Kladně nový hokejový klub Flyers Hockey team, k týmu se přestěhoval celý realizační tým z Králové Dvora.
Klubové barvy byly oranžová, černá a bílá.
Své domácí zápasy odehrával v Berouně na tamějším zimním stadionu s kapacitou 2 272 diváků.

## Přehled ligové účasti
Stručný přehled
Zdroj:
- 2003–2004: Středočeská krajská soutěž (5. ligová úroveň v České republice)
- 2004–2005: Středočeská krajská soutěž – sk. A (5. ligová úroveň v České republice)
- 2005–2006: Středočeská krajská soutěž (5. ligová úroveň v České republice)
- 2006–2009: Středočeský krajský přebor (4. ligová úroveň v České republice)
- 2009–2014: Středočeská krajská liga (4. ligová úroveň v České republice)
- 2014–2015: Středočeská krajská soutěž (5. ligová úroveň v České republice)
- 2015–2017: Středočeská krajská liga (4. ligová úroveň v České republice)
- 2017–2024 : Středočeská krajská liga – sk. Západ (4. ligová úroveň v České republice)

Jednotlivé ročníky
Zdroj:
Legenda: ZČ - základní část, červené podbarvení - sestup, zelené podbarvení - postup, fialové podbarvení - reorganizace, změna skupiny či soutěže
| Česko (2003 – ) |                                      |           |           |                                       |                           |
| Sezóny          | Soutěž                               | Úroveň    | ZČ        | Play-off, nadstavba, sk. o udržení... | Poznámky                  |
| 2003/04         | Středočeská krajská soutěž           | 5. úroveň | 11. místo |                                       | Reorganizace              |
| 2004/05         | Středočeská krajská soutěž – sk. A   | 5. úroveň | 5. místo  |                                       | Reorganizace              |
| 2005/06         | Středočeská krajská soutěž           | 5. úroveň | 7. místo  |                                       | Převod licence z Felbabky |
| 2006/07         | Středočeský krajský přebor           | 4. úroveň | 2. místo  | Čtvrtfinále                           |                           |
| 2007/08         | Středočeský krajský přebor           | 4. úroveň | 2. místo  |                                       |                           |
| 2008/09         | Středočeský krajský přebor           | 4. úroveň | 5. místo  | Čtvrtfinále                           | Reorganizace              |
| 2009/10         | Středočeská krajská liga             | 4. úroveň | 6. místo  | Čtvrtfinále                           |                           |
| 2010/11         | Středočeská krajská liga             | 4. úroveň | 10. místo |                                       |                           |
| 2011/12         | Středočeská krajská liga             | 4. úroveň | 6. místo  | Čtvrtfinále                           |                           |
| 2012/13         | Středočeská krajská liga             | 4. úroveň | 7. místo  | Čtvrtfinále                           |                           |
| 2013/14         | Středočeská krajská liga             | 4. úroveň | 12. místo |                                       | Sestup                    |
| 2014/15         | Středočeská krajská soutěž           | 5. úroveň | 1. místo  |                                       | Postup                    |
| 2015/16         | Středočeská krajská liga             | 4. úroveň | 9. místo  |                                       |                           |
| 2016/17         | Středočeská krajská liga             | 4. úroveň | 4. místo  | Čtvrtfinále                           | Reorganizace              |
| 2017/18         | Středočeská krajská liga – sk. Západ | 4. úroveň | 7. místo  |                                       |                           |
| 2018/19         | Středočeská krajská liga – sk. Západ | 4. úroveň | 7. místo  |                                       |                           |
| 2019/20         | Středočeská krajská liga – sk. Západ | 4. úroveň |           |                                       |                           |